# Дошаб

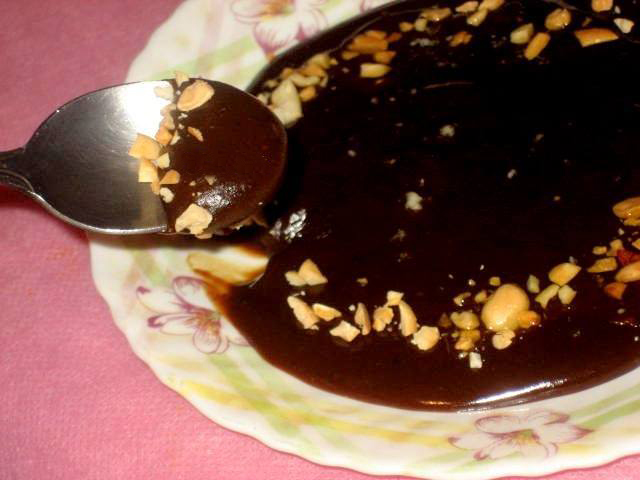
Дошаб

Доша́б, также бекмез, пекмез,  бекмес (азерб. doşab / bəhməz, арм. դոշաբ, кум. тушап, tuşap, тур. pekmez, туркм. toşap), — вываренный концентрированный фруктовый сок.

## Этимология
Слово бекмез, согласно Фасмеру, является турецким словом персидского происхождения.

## Приготовление
Изготавливается из виноградного, абрикосового или тутового сока без добавления сахара. Имеет консистенцию густого соуса. Используется как приправа к салатам и мясным блюдам, в качестве полуфабриката при изготовлении десертов, в первую очередь, пеламуши и чурчхелы («сладкого суджука», шароца). Для приготовления чурчхелы (шароца) из дошаба готовят густой мучной кисель, в который обмакивают цепочки нанизанных на нитку долек грецкого ореха, высушивают их и хранят всю зиму. В азербайджанской кухне бекмез или дошаб готовят из сока винограда, граната и тутовника, а также из арбузов. Это одна из самых популярных сладостей в армянской и грузинской кухне.
Используется также в лечебных целях. Распространён на Ближнем Востоке, на Кавказе, и частично на Балканах.